# Polyrhachis sophocles
Polyrhachis sophocles é uma espécie de formiga do gênero Polyrhachis, pertencente à subfamília Formicinae.